# Włościejewice
Włościejewice – wieś w Polsce położona w województwie wielkopolskim, w powiecie śremskim, w gminie Książ Wielkopolski.
W latach 1975–1998 miejscowość administracyjnie należała do województwa poznańskiego.
Wieś położona 7 km na południowy zachód od Książa Wielkopolskiego przy drodze powiatowej nr 4080 z Dolska do Książa Wielkopolskiego przez Włościejewki. We wsi znajduje się skrzyżowanie z droga powiatową nr 4089 do Ług.